# Luogang (köping i Kina)
Luogang (kinesiska: 逻岗, 逻岗镇) är en köping i Kina. Den ligger i provinsen Henan, i den centrala delen av landet, omkring 140 kilometer öster om provinshuvudstaden Zhengzhou. Antalet invånare är 39 919. Befolkningen består av 19 486 kvinnor och 20 433 män. Barn under 15 år utgör 22,0 %, vuxna 15-64 år 69 %, och äldre över 65 år 7,0 %.
Genomsnittlig årsnederbörd är 879 millimeter. Den regnigaste månaden är juli, med i genomsnitt 185 mm nederbörd, och den torraste är januari, med 6 mm nederbörd.